# SOCOM: U.S. Navy SEALs Confrontation
SOCOM: U.S. Navy SEALs Confrontation (abreviado SOCOM: Confrontation) es la primera entrega de la conocida saga de videojuegos SOCOM para PlayStation 3. Es un TPS (Third Person Shooter o Videojuego de disparos en tercera persona) cuya principal característica es su modo multijugador en línea. El juego salió a la venta en Europa el 28 de febrero de 2009.